# Stockholms skyltpris
Stockholms skyltpris är ett hederspris som instiftades av Stockholms stadsmuseum och Ljusreklamförbundet och utges sedan 1998 till stadens vackraste skylt. Förutom Årets skylt utdelas även “Årets hedersomnämnande”. Före 2010 delades det ut av Stockholms stad och Ljusreklamförbundet, numera enbart Ljusreklamförbundet.

## Bakgrund
I samband med Stockholm som Europas kulturhuvudstad år 1998 instiftades priset för Stockholms vackraste skylt och har sedan dess utdelats årligen. Priset går till helt nya skyltar och hedersomnämnandet även till renoverade äldre skyltar. Priset skall stimulera skyltmakare och designer till att höja nivån på stadens skyltar.
Första pristagaren 1998 var neonskylten för Café Milano vid Kungsträdgårdsgatan 18. Första priset utdelades av neonkonstens ”grand old man” Ruben Morne och motiveringen var:
| ” | Skylten kombinerar på ett smakfullt sätt två skilda skylttekniker: Ovanpå en elegant baldakin med inifrån belysta bokstäver i strikt typsnitt lyser restaurangens namn i något livligare typografi, tydligt tecknat i friliggande bokstäver med synliga röda neonrör. Baldakinen sträcker sig utmed hela byggnadens längd och understryker den vackra nyrenässansfasadens symmetri - Ett samspel som formar en föredömlig helhet i ett av Stockholms mest representativa stadsrum. | „ |

Samma år fick Sörman-skylten vid Sankt Eriksgatan på Kungsholmen hedersomnämnandet. Sörman-skylten är en klassiker från 1938. Motiveringen löd:
| ” | Den för generationer av Stockholmare välkända Sörmanmannen, har i 60 år berikat det nattliga stadsrummet. I sin strama elegans framstår han som en skyltarnas Oscar. Ett självklart val som symbol för årets skylt. | „ |

## Pristagare

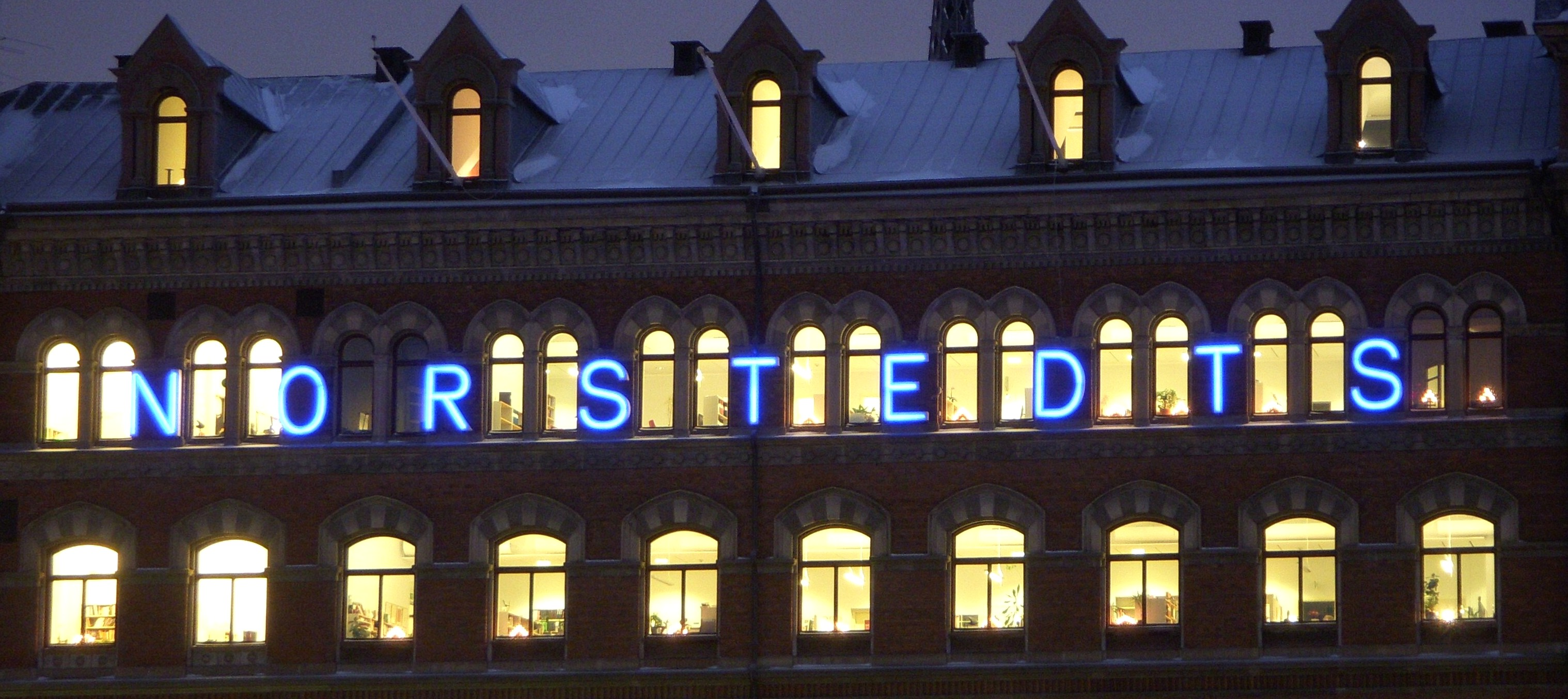
"Norstedts", Årets skylt 2006.

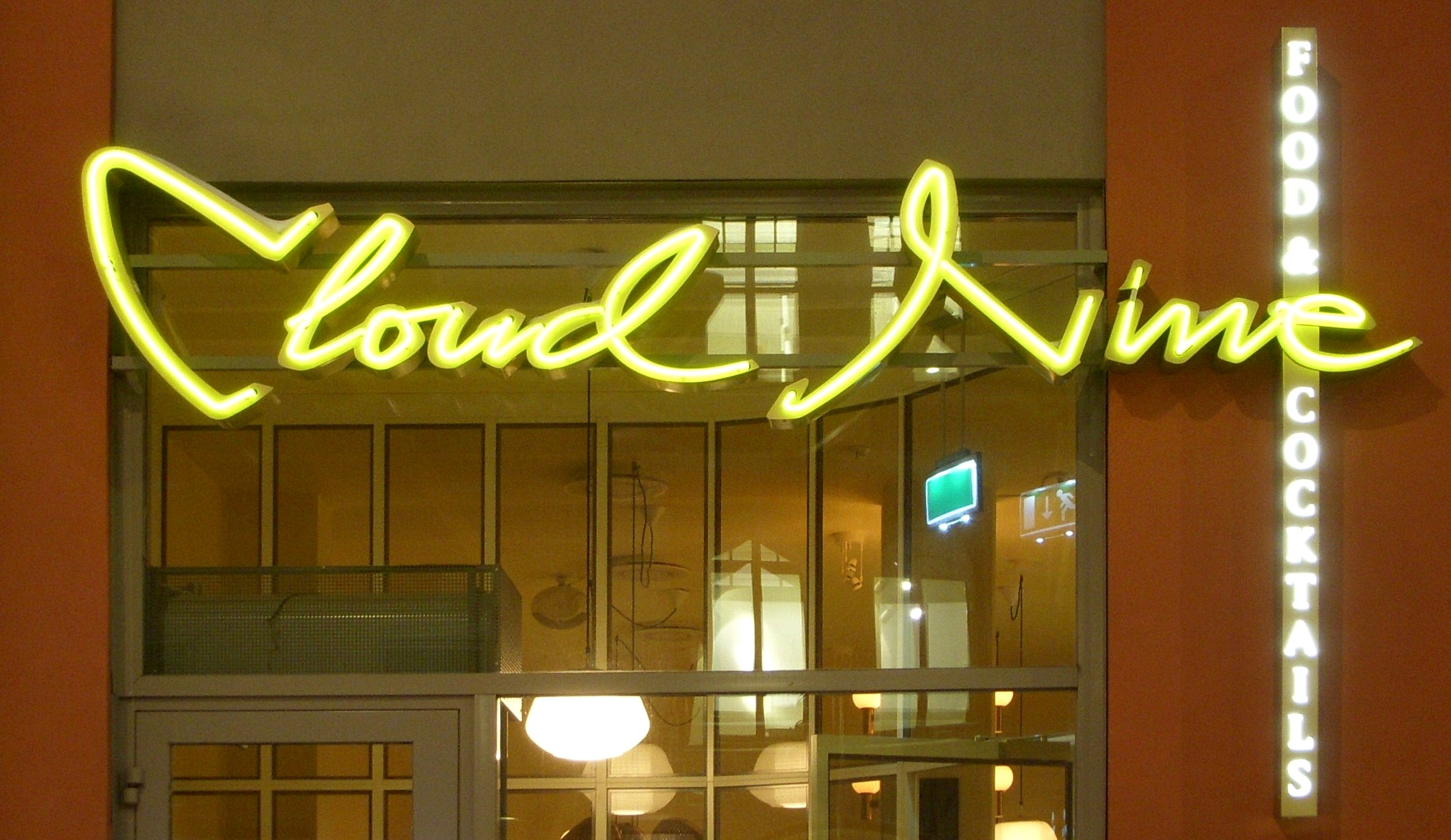
"Cloud Nine", Årets skylt 2009.

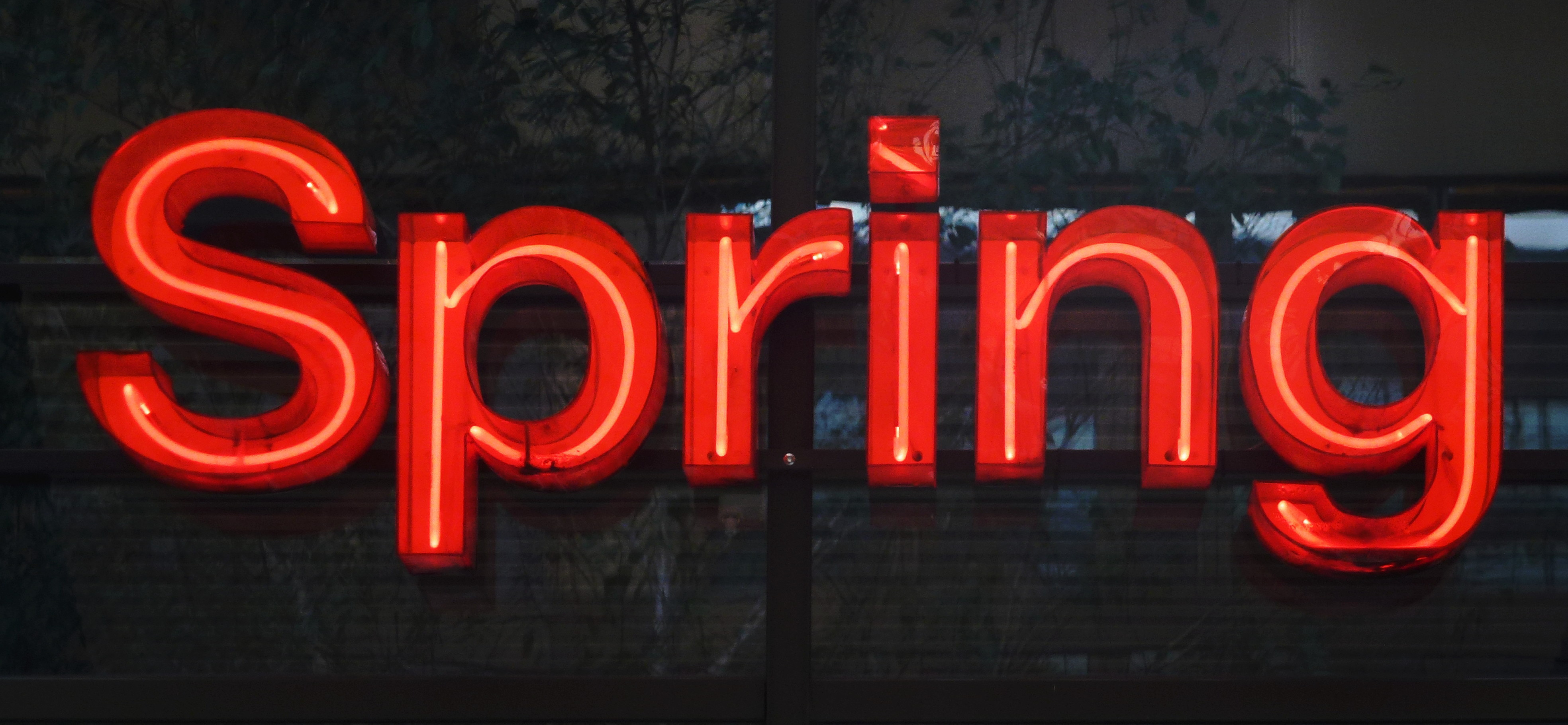
"Spring", Stockholms skyltpris 2012.

### Årets skylt
- 1998: Café Milano, Kungsträdgårdsgatan 18 (hedersomnämnande: Georg Sörman-skylten, Sankt Eriksgatan 41)
- 1999: Falck, Västberga allé 32-34 (skylten är nertagen)[4]
- 2000: Stockholmsmässan, Älvsjö
- 2001: Bar à Vin (Riche), Smålandsgatan 1 (skylten är nertagen)[5]
- 2002: Skandia-Teatern, Drottninggatan 82
- 2003: Debenhams, Drottninggatan 53
- 2004: Magasin 3, Frihamnen
- 2005: Gallerian, Hamngatan 37 (hedersomnämnande: Details, Mäster Samuelsgatan 71)
- 2006: Norstedtshuset på Riddarholmen
- 2007: Konstfack vid Telefonplan
- 2008: Mannheimer Swartling, Norrlandsgatan 21
- 2009: Restaurang "Cloud nine"  (hedersomnämnande: Tiger of Sweden-butiken, Jakobsbergsgatan 8)
- 2010: ingen pristagare[6]

### Stockholms skyltpris
- 2011: Dans och cirkushögskolan (DOCH), Brinellvägen 58 på KTH Campus
- 2012: Restaurang "Spring", Karlavägen 108
- 2013: Restaurang "Taverna Brillo", Sturegatan 6
- 2014: "Salomonsson Agency", Götgatan 27
- 2015: Bistro "Bananas", Skånegatan 47
- 2016: Restaurang "Le Rouge"[7], Brunnsgränd 2-4
- 2017: Galleri Glas, Nybrogatan 34

## Lysande skylt

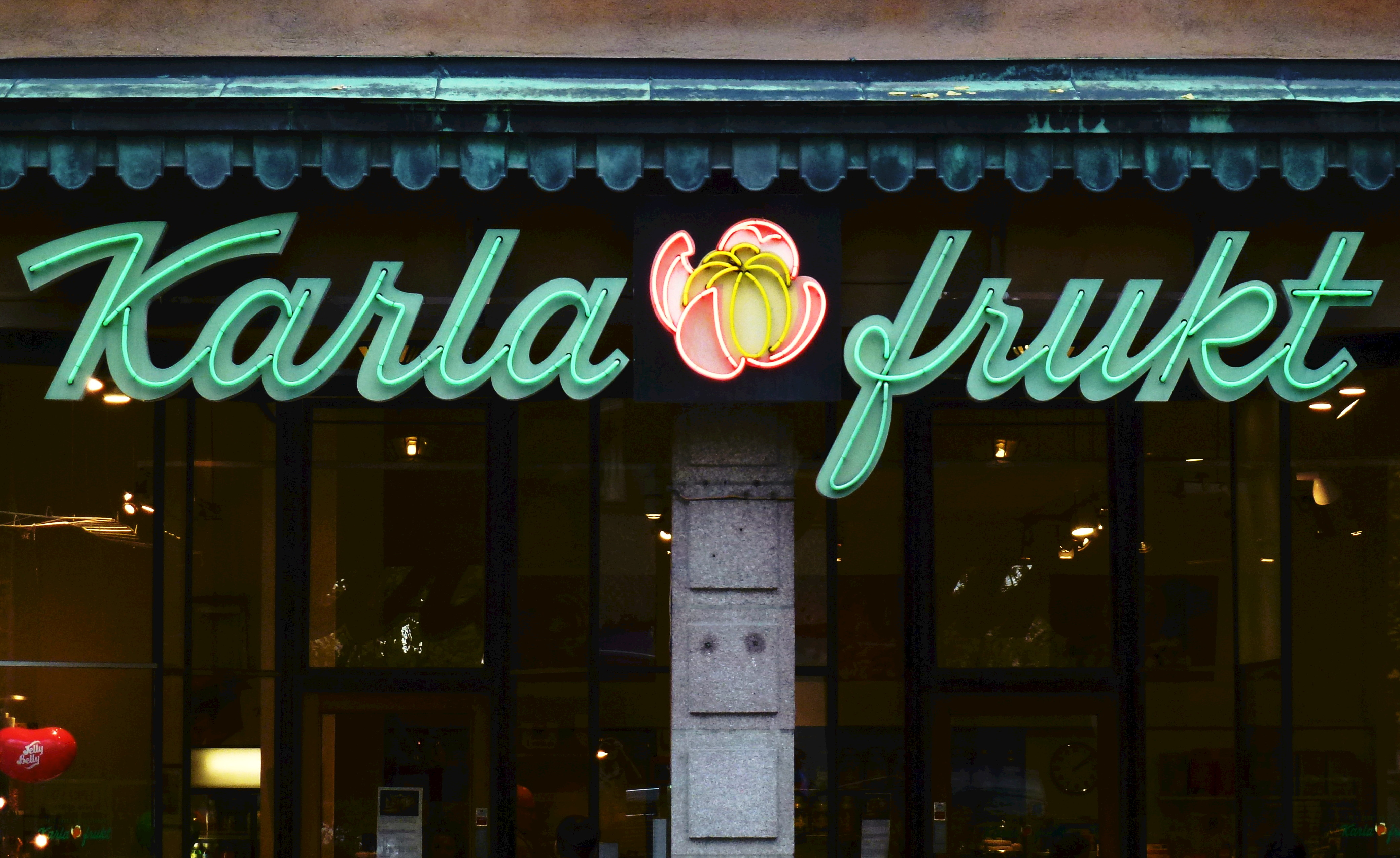
"Karla frukt", Lysande skylt 2013.

År 2011 nyinstiftade Stockholms stadsmuseum priset Lysande skylt för Stockholms vackraste klassiska ljusreklam. Stockholms stadsmuseum vill med utmärkelsen Lysande skylt visa museets uppskattning och hylla dem som äger och vårdar klassisk ljusreklam. Det finns ingen lagstiftning eller myndighet som har mandat att hindra klassiska skyltar från att skrotas, därför skall stadsmuseets initiativ räknas som en uppmuntran att bevara äldre skyltar. 
Årligen i september eller oktober nominerar en jury ett antal skyltar, baserat på tips och på inventeringar av ljusskyltar som stadsmuseet gjort. Därefter är det upp till stockholmarna att rösta fram sin favoritskylt. Omröstningen avgör vem som får motta utmärkelsen Lysande skylt. Första pristagare (2011) var Tuloskylten vid S:t Eriksbron och år 2012 belönades skylten "Råcksta Centrum" från 1950-talet. År 2013 gick första pris till ägaren av butiken "Karla frukt" vid Karlavägen 72 på Östermalm.